# Arthur Schmidt (soldado)
Arthur Schmidt (25 de Outubro de 1895 – 5 de Novembro de 1987) foi um oficial do Exército alemão entre 1914 e 1943. Ascendeu ao posto de Generalleutnant durante a Segunda Guerra Mundial. Fez parte do chefe de Estado-Maior do 6,º Exército, durante a Batalha de Estalinegrado em 1942–43, na fase sua final, tornando-se seu comandante de facto, e tendo um papel decisivo na execução das ordens de Hitler para se manter firme no terreno apesar de o 6.º Exército estar cercado pelo Exército Vermelho. Schmidt foi feito prisioneiro na União Soviética durante 12 anos, sendo libertado no seguimento da visita do chanceler da Alemanha Ocidental Konrad Adenauer a Moscovo em 1955.
Arthur Schmidt recebeu a Cruz Germânica em Ouro em 26 de Janeiro de 1942, e a Cruz de Cavaleiro da Cruz de Ferro em 6 de Janeiro de 1943.